# 兵動希
兵動 希（ひょうどう しずか、旧姓：仁木、1978年12月6日 - ）は、日本の元女子バレーボール選手。

## 来歴
奈良県奈良市出身。ママさんバレーをしていた母親や姉の影響もあって、小学校2年生からバレーボールを始める。 奈良白藤高校（現・奈良女子高校）時代、春高バレー3位を経験した。1997年、V1リーグのNTT関西神戸（NTT西日本）に所属するが、2002年、廃部によりNECレッドロケッツに移籍。
移籍後の第9回Vリーグで、レギュラーを獲得しリーグ優勝に貢献。攻守に渡る活躍はMVP候補にも挙がったが、翌年の第10回Vリーグではレギュラーを外される。再びレギュラーを掴んだ2004年第11回Vリーグで優勝を牽引し、最高殊勲選手賞・ベスト6賞を受賞。2005年第12回Vリーグでは主将を務めた。同年全日本代表に選出されたが、ケガのため辞退した。
2007年3月、NECを退団。同年9月、久光製薬スプリングスに入団した。
2009年、久光製薬スプリングスを退団。現役引退。
2010年2月14日、男の子を出産。

## プレースタイル
身長168cmとバレーボール選手としては小柄だが、サーブレシーブを行ってから速い平行トスを、滞空力を生かしたスパイクで巧みに打ち分けられる技術は一級品である。

## 人物
- 2006年に妊娠・出産のため現役引退した元チームメイトの大友愛を当時久光製薬監督の眞鍋政義とともに説得し、現役復帰のきっかけを与えた[2]。

## 所属チーム
- 京西中
- 奈良白藤高等学校（現・奈良女子高等学校）
- NTT関西神戸/NTT西日本（1997-2002年）
- NECレッドロケッツ（2002-2007年）
- 久光製薬スプリングス（2007-2009年）

## 受賞歴
- 2000年 - 第2回V1リーグ ブロック賞
- 2001年 - 第3回V1リーグ サーブ賞、猛打賞
- 2002年 - 第4回V1リーグ 猛打賞
- 2005年 - 第11回Vリーグ 最高殊勲選手賞、ベスト6
- 2009年 - 2008/09 プレミアリーグ ベスト6